# Lanžov

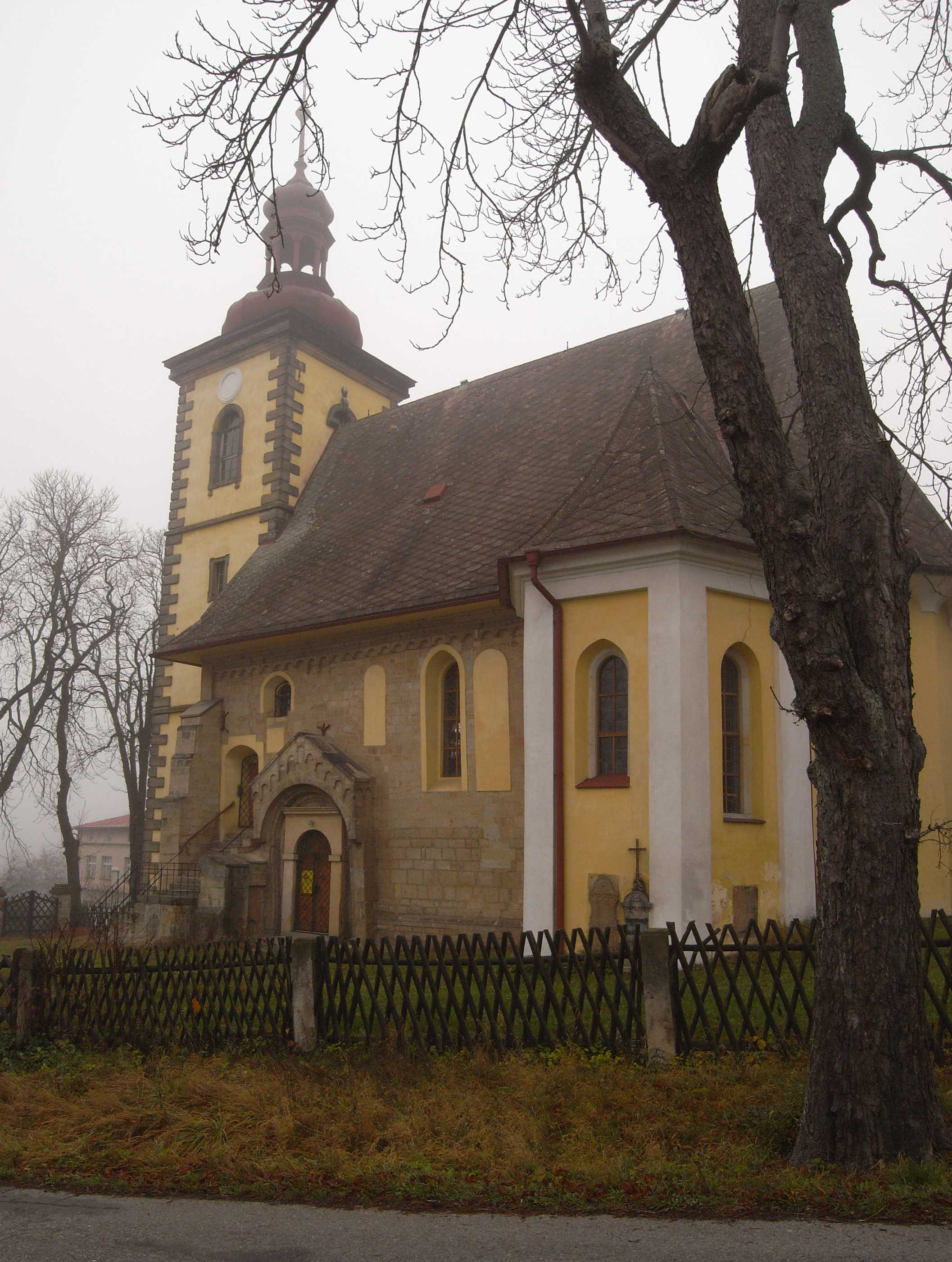
Bartholomäuskirche

Lanžov (deutsch Lanschau) ist eine Gemeinde in Tschechien. Sie liegt sieben Kilometer südwestlich von Dvůr Králové nad Labem und gehört zum Okres Trutnov.

## Geographie
Lanžov befindet sich linksseitig des Baches Řečický potok vor dessen Einmündung in die Trotina im Gebiet des Höhenrückens Zvičinský hřbet. Nördlich erhebt sich die Nebesa mit den Resten der Feste Velehrádek, im Osten die Morava (365 m), südwestlich der Čihadlo (326 m) sowie im Westen der Na Hájku (315 m) und die Vinice (361 m). Gegen Westen liegt der Teich Budínský rybník.
Nachbarorte sind Maták, Velehrádek und Doubravice im Norden, Nebesa und Bousův Hostinec im Nordosten, Dubenec im Osten, Vilantice im Südosten, Záborov, U Hořeního Mlýna und Sedlec im Süden, Miřejov, Lhotka und Sebranka im Südwesten, Červený Dvůr im Westen sowie Bílé Poličany, Končiny, Trotina, Na Vrchách und Zábřezí im Nordwesten.

## Geschichte
Die erste schriftliche Erwähnung der Kirche St. Bartholomäus stammt aus dem Jahre 1268. Sie entstand am Übergang vom 12. zum 13. Jahrhundert an der Kreuzung mehrerer Handelswege zwischen Dvůr Králové nad Labem, Hořice v Podkrkonoší und Jaroměř. Später bildete sich um die Kirche ein kleines Dorf, das erstmals am 4. Oktober 1513 erwähnt wurde und zur Herrschaft Poličany gehörte. Zu den Besitzern gehörten die Geschlechter Poličanský, von Hustířan und Bukovka, ab 1560 die Waldsteiner, ab 1657 die Kotulinsky von Kotulin und ab 1804 die Czezigar von Birnitz. Weitere Namensformen waren Lanzow und Lanschow. Bis zur Mitte des 19. Jahrhunderts blieb das Dorf immer nach Bílé Poličany untertänig.
Ab 1850 bildete Lanžov mit den Ortsteilen Záborov, Sedlec, Miřejov und Lhotka eine Gemeinde in der Bezirkshauptmannschaft Königgrätz. Sedlec und Záborov lösten sich 1879 los und bildeten eine eigene Gemeinde. Zwischen 1900 und 1921 gehörte die Gemeinde zum Bezirk Nová Paka, danach zum Bezirk Dvůr Králové nad Labem. Nach dessen Aufhebung wurde der Ort 1961 dem Okres Trutnov zugeordnet und zugleich Sedlec mit Záborov eingemeindet.

## Gemeindegliederung
Die Gemeinde Lanžov besteht aus den Ortsteilen Lanžov (Lanschau), Lhotka, Miřejov (Mirschejow), Sedlec (Sedletz) und Záborov (Saborow) sowie der Ansiedlung Nebesa. Die Gemeindefluren gliedern sich in die Kataster Lanžov und Sedlec u Lanžova.

## Sehenswürdigkeiten

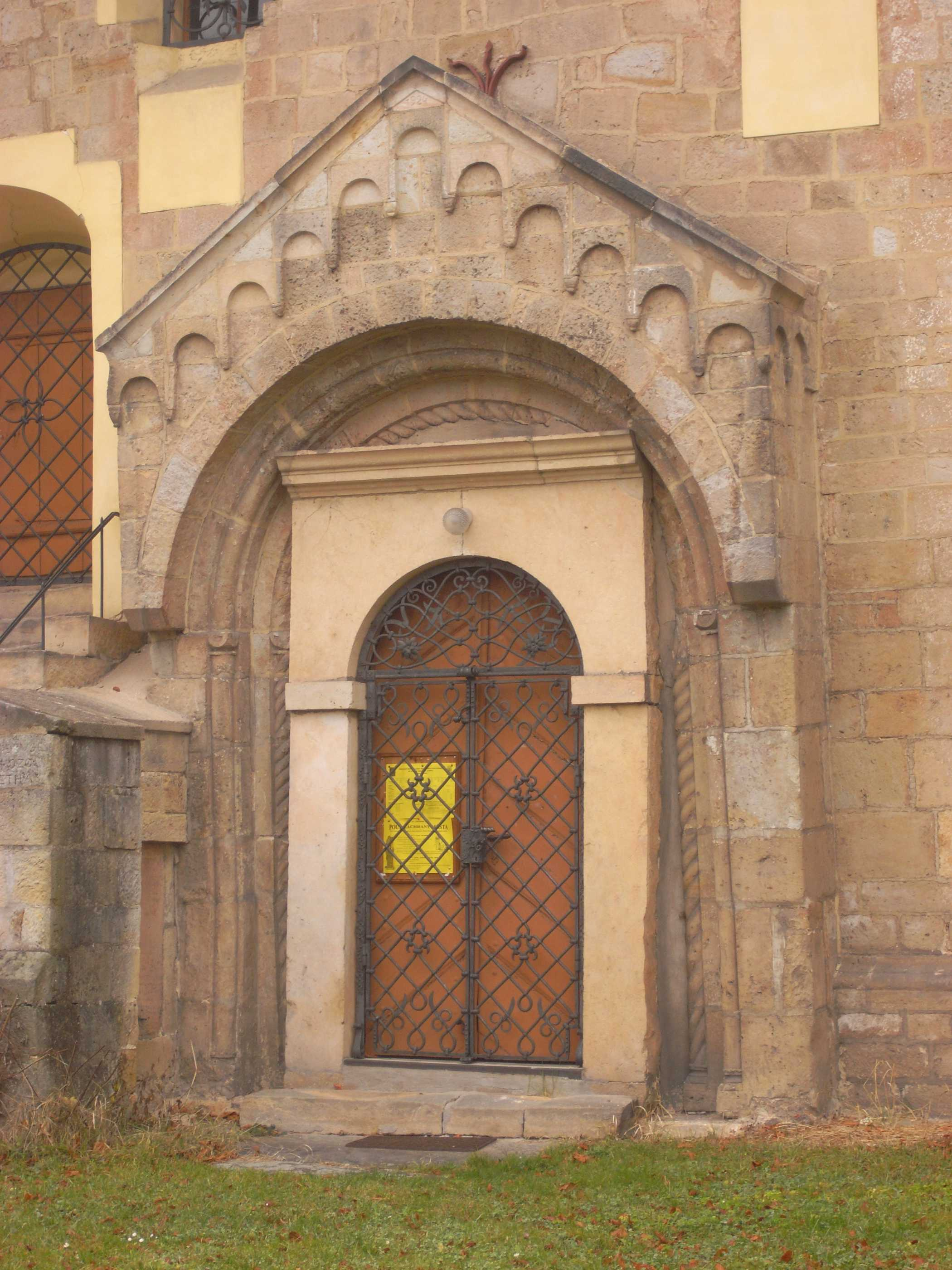
Romanisches Portal der Kirche des hl. Bartholomäus

- Kirche des hl. Bartholomäus, der am Übergang vom 12. zum 13. Jahrhundert errichtete romanische Bau wurde zum Ende des 16. Jahrhunderts unter den Herren von Waldstein und von Hustířan im Renaissancestil umgestaltet. Ihre barocke Gestalt erhielt sie im 17. und 18. Jahrhundert unter den Freiherren Kotulínský. In der Krypta unter der Kirche befindet sich die Grablege der Familie von Hustířan. Das gut erhaltene romanische Kirchportal ist einzigartig in Nordostböhmen.
- Statue des hl. Johannes von Nepomuk aus dem Jahre 1763, vor der Kirche
- Sandsteinerne Betsäule, nordwestlich des Dorfes an der Straßengabelung nach Bílé Poličany und Doubravice, geschaffen 1684
- Barockes Pfarrhaus, errichtet 1740
- Neugotische Begräbniskapelle der Familie Czezigar von Birnitz auf dem Friedhof, am östlichen Ortsrand am Hang der Morava, errichtet in der Mitte des 19. Jahrhunderts. Die Bildhauerarbeiten stammen von Antonín Pavel Wagner.
- Gedenkportal am Weg zur Czezigar-Kapelle, es erinnert an die Gründung der Tschechoslowakei. Rückseitig befindet sich ein Relief der ersten Regierung mit den Namen Rašín, General Štefánik, Švehla sowie vier weiteren nicht mehr lesbaren Personen
- Grab des Komponisten, Kapellmeisters und Dirigenten Emanuel Faltis (1847–1900) auf dem Friedhof
- Reste der Feste Velehrádek; sie entstand zwischen 1541 und 1557 für Magnus von Hustířan und Bukovka. Nach 1657 wurde sie zu einem landwirtschaftlichen Gut umgestaltet. Erhalten sind die Tonnengewölbe des rechteckigen Palas, die heute als Keller unter einem Wohnhaus liegen.
- Sandsteinbruch, östlich des Dorfes in Richtung Dubenec

## Söhne und Töchter der Gemeinde
- Emanuel Faltis (1847–1900), Kapellmeister, Dirigent und Komponist